# Torzpókfélék listája
Az alábbi listában a torzpókfélék (Atypidae) családjának 2007. szeptember 1-jéig ismertté vált fajait soroljuk fel.

## Atypus
Atypus Latreille, 1804 (a félkövérrel szedett fajok Magyarországon előfordulnak)
- Atypus affinis Eichwald, 1830 (Nagy-Britanniától Ukrajnáig, Észak-Afrika)
- Atypus baotianmanensis Hu, 1994 (Kína)
- Atypus coreanus Kim, 1985 (Korea)
- Atypus dorsualis Thorell, 1897 (Mianmar, Thaiföld)
- Atypus flexus Zhu et al., 2006 (Kína)
- Atypus formosensis Kayashima, 1943 (Tajvan)
- Atypus heterothecus Zhang, 1985 (Kína)
- Atypus javanus Thorell, 1890 (Java)
- Atypus karschi Dönitz, 1887 (Kína, Tajvan, Japán)
- Atypus lannaianus Schwendinger, 1989 (Thaiföld)
- Atypus largosaccatus Zhu et al., 2006 (Kína)
- Atypus ledongensis Zhu et al., 2006 (Kína)
- Atypus magnus Namkung, 1986 (Oroszország, Korea)
- Atypus medius Oliger, 1999 (Oroszország)
- Atypus muralis Bertkau, 1890 (Közép-Európától Türkmenisztánig)
- Atypus pedicellatus Zhu et al., 2006 (Kína)
- Atypus piceus (Sulzer, 1776)  (Európa Moldáviáig, Irán)
- Atypus quelpartensis Namkung, 2002 (Korea)
- Atypus sacculatus Zhu et al., 2006 (Kína)
- Atypus sinensis Schenkel, 1953 (Kína)
- Atypus snetsingeri Sarno, 1973 (USA)
- Atypus suiningensis Zhang, 1985 (Kína)
- Atypus suthepicus Schwendinger, 1989 (Thaiföld)
- Atypus sutherlandi Chennappaiya, 1935 (India)
- Atypus tibetensis Zhu et al., 2006 (Kína)
- Atypus wataribabaorum Tanikawa, 2006 (Japán)
- Atypus yajuni Zhu et al., 2006 (Kína)

## Calommata
Calommata Lucas, 1837
- Calommata fulvipes (Lucas, 1835) – Jáva, Szumátra
- Calommata obesa Simon, 1886 – Thaiföld
- Calommata pichoni Schenkel, 1963 – Kína
- Calommata signata Karsch, 1879 – Kína, Korea, Japán
- Calommata simoni Pocock, 1903 – Afrika
- Calommata sundaica (Doleschall, 1859) – Jáva, Szumátra, Izrael
- Calommata truculenta (Thorell, 1887) – Mianmar

## Sphodros
Sphodros Walckenaer, 1835
- Sphodros abboti Walckenaer, 1835 – USA
- Sphodros atlanticus Gertsch & Platnick, 1980 – USA
- Sphodros coylei Gertsch & Platnick, 1980 – USA
- Sphodros fitchi Gertsch & Platnick, 1980 – USA
- Sphodros niger (Hentz, 1842) – USA, Canada
- Sphodros paisano Gertsch & Platnick, 1980 – USA, Mexikó
- Sphodros rufipes (Latreille, 1829) – USA